# Kārīzak-e Kohneh
Kārīzak-e Kohneh (persiska: کاریزک کهنه) är en ort i Iran.   Den ligger i provinsen Khorasan, i den nordöstra delen av landet, 700 km öster om huvudstaden Teheran. Kārīzak-e Kohneh ligger 1 168 meter över havet och antalet invånare är 159.
Terrängen runt Kārīzak-e Kohneh är platt.Runt Kārīzak-e Kohneh är det ganska tätbefolkat, med 56 invånare per kvadratkilometer. Närmaste större samhälle är Nīshābūr, 8,5 km nordväst om Kārīzak-e Kohneh. Omgivningarna runt Kārīzak-e Kohneh är i huvudsak ett öppet busklandskap.